# Hydroaérodrome de Havre Saint-Pierre
L'hydroaérodrome de Havre Saint-Pierre (TC LID : CTE3) est un hydroaérodrome situé au Canada à 3,7 km au nord-est de Havre-Saint-Pierre, au Québec. 

## Voir également
- Aéroport de Havre Saint-Pierre